# Idiopsar brachyurus
Idiopsar brachyurus е вид птица от семейство Тангарови (Thraupidae), единствен представител на род Idiopsar.

## Разпространение
Видът е разпространен в Аржентина, Боливия и Перу.